# 마이크 스턴
마이크 스턴(Mike Stern, 1953년 1월 10일 ~ )은 미국의 기타리스트이다.